# Tonia Marie Rosée
Tonia Marie Rosée, née Marie Tonia Rosée, est une actrice et productrice américaine.

## Filmographie

### Actrice
- 2007 : Hack! : Sherrie
- 2011 : Mummy's Little Helper (court métrage)
- 2011 : LoveFinder (téléfilm)
- 2011 : Migration (court métrage) : Mina Kovalchek
- 2012 : Savage Love : Sylvia
- 2012 : Loco Amor (court métrage) : JC
- 2014 : Coast Mafia : Orla DeLeon
- 2015 : Locked Down (court métrage) : Malia Valentine
- 2015 : Road Wars : Ason
- 2015 : Death Perception (court métrage) : madame Dellaport
- 2015 : Merger (court métrage) : Eva
- 2014 : Dark Room (court métrage) : l'épouse
- 2015 : Axiom (court métrage) : Key Robot
- 2015 : Bloodlines (série télévisée) : une vampire

### Productrice
- 2012 : Loco Amor (court métrage)
- 2015 : Merger (court métrage)